# Ранко Дюлгеров
Ранко Стефанов Дюлгеров е български оперен певец бас който е допринесъл много с таланта си и изградените от него образи, за изграждането на оперната музикална култура в България и чужбина. 

## Биография
Роден е на 24 септември 1924 г. в град Търговище в семейството на интелигентни родители – баща Стефан Христо Дюлгеров – търговец, майка – Вяра Ранкова Дюлгерова – домакиня, и брат Христо Стефанов Дюлгеров – юрист. Образованието си до V гимназиален клас получава в родния си град. През 1946 г. завършва гимназиалното си образование в гр. София, след което продължава висшето си образование в Юридическия факултет. През 1952 г. свързва живота си с Мария Николова – по професия счетоводител, а през 1953 г. става баща на дъщеря Вяра, която загива при автомобилна катастрофа през 1974 г.

## Музикално образование
По време на следването си през 1947 – 1948 г. той е завладян от хоровото пеене. Същата година е приет в хор „Гусла“ с диригент Асен Димитров. Поради голямата му любов към пеенето, и след срещата му с известния оперен певец и педагог Събчо Събев, в Ранко Дюлгеров се оформя решението да се посвети на оперното изкуство. След като той положил конкурсен изпит във Варненската народна опера за хорист, от август 1948 г. е приет като такъв, а от януари 1949 г. като артист-солист на Варненската опера. Оперно пеене изучава първоначално през 1948 – 1950 г. при оперния певец – баритонът Събчо Събев – тогавашен художествен ръководител на Варненската опера, а по-късно през 1958 – 1959 г. Ранко Дюлгеров бива изпратен на специализация при оперния артист и ръководител на оперната студия за млади оперни певци в София – Христо Бръмбаров.

## Активен период
Като артист-солист във Варненската опера Ранко Дюлгеров е участвал 1180 пъти в 53 различни по значимост и големина басови роли в разнообразния си оперен репертоар. Участвал е в концерти в България, Германия и спектакли като солист в Куба Хаванската опера – през 1964 и 1978 г. в оперите „Травиата“, „Риголето“ и „Трубадур“, в Кралския оперен театър – в Брюксел в „Дон Карлос“ през 1981 и 1983 г. Ранко Дюлгеров е участвал и в оперни спектакли в Одеса, Нови сад, Болоня и Палма де Майорка като солист на Варненската опера. Гастролирал е като солист в оперни спектакли във всички оперни театри на България и има записи с хора и оркестъра на Радио София през 1982 под диригентството на Влади Анастасов на следните арии:
- Смъртта на Борис Годунов
- Алеко от едноименната опера на Рахманинов
- Рондо на Мефистофел от оп. „Фауст“ на Гуно
- Куцар от оп. „Албена“ на Парашкев Хаджиев

В Радио София има записи от по-ранните творчески години на именития бас, а в архива на Българската национална телевизия съществуват записи на изпълнения на Ранко Дюлгеров като творчески портрет със заснети сцени с музикално изпълнение от оперите:
- „Борис Годунов“ – смъртта на Борис
- „Дон Паскуале“
- „Албена“ – Куцар.

## Значими партии
- Княз Игор от оп. „Княз Игор“ на Бородин
- Мелничарят от оп. „Русалка“ на Даргомижки
- Мефистофел от оп. „Фауст“ на Гуно
- Мендоза от оп. „Годеж в манастира“ на Прокофиев
- Дон Базилио от оп. „Севилският бръснар“ на Росини
- Доктор Бартоло от оп. „Севилският бръснар“ на Росини
- Паисий от оп. „Паисий Хилендарски“ на Найден Геров
- Алфонсо от оп. „Така правят всички“ на Моцарт
- Дон Руис Гомес да Силва от оп. Ернани“ на Верди
- Куцар от оп. „Албена“ на Парашкев Хаджиев
- Полковник Боляров от „Юлска нощ“ на Парашкев Хаджиев
- Дон Паскуале от „Дон Паскуале“ на Доницети
- Командир Горелов от оп. „Брестката крепост“ на Молчанов
- Борис Михаил от оп. „Лето 893“ на Парашкев Хаджиев
- Борис Годунов от оп. „Борис Годунов“ на Мусоргски
- Рамфис от оп. „Аида“ на Верди
- Ферандо от оп. „Трубадур“ на Верди
- Монтероне от оп. „Риголето“ на Верди
- Анджелоти от оп. „Тоска“ на Пучини
- Крисарят от оп. „Тоска“ на Пучини
- Княз Гремин от оп. „Евгений Онегин“ на Чайковски
- Раймондо от оп. „Лучия ди Ламермур“ на Доницети
- Колин от оп. „Бохеми“ на Пучини
- Оровезо от оп. „Норма“ на Белини
- Поп Матей от оп. „Луд гидия“ на Парашкев Хаджиев
- Бартоло от оп. Сватбата на Фигаро“ на Моцарт
- Великият инквизитор от оп. „Дон Карлос“ на Верди
- Банко от оп. „Макбет“ на Верди

## Признание и награди
През своят творчески път талантливият оперен бас Ранко Дюлгеров е удостояван многократно с престижните награди:
- Указ № 1030 на Държавния съвет на НРБ за удостояване със звание „Заслужил артист“ и медал – 23 май 1978 г.
- Диплом – лауреат на Петия световен младежки фестивал във Варшава през 1956 г. и носител на сребърен медал
- Женева – октомври 1956 г. – награда на Международния конкурс за млади оперни певци.
- Награда „Варна“ през 1975 г. за ролята на Борис Михаил от оп. „Лето 893“ на Парашкев Хаджиев
- Грамота „1300 г. от създаването на българската държава“ и възпоменателни медали от оперативното бюро на Общонароден юбилеен комитет „1300 години България“ – 1981 г.
- Грамота и медал „60 години ММФ „Варненско лято“ за активно участие във фестивала и високи художествени постижения, допринесли за утвърждаването на международния авторитет на фестивала – 1986 г.
- Орден „Кирил и Методий“ – ІІ степен
- Медал „100 години от Априлското въстание“ – 1976 г.
- Медал „100 години от Освобождението на България“ – 1978 г.
- Медал „25 години народна власт“

## Кончина
На 1 ноември 1985 година Ранко Дюлгеров се пенсионира по здравословни причини. През 1992 година претърпява сърдечна операция с цел байпас. Три години и половина по късно през 1995 година на 12 юли именитият оперен бас умира на 70-годишна възраст от сърдечна недостатъчност.
С таланта си и изградените от него образи, Ранко Дюлгеров допринася за издигането на българската музикална култура. Неслучайно в пресата и списание „Българска музика“ са публикувани рецензии на много наши музиковеди за качествата на неговия глас и пресъздадените от него роли, като някои от тях се нареждат до най-високите постижения в нашето оперно изпълнителско изкуство.